# Tertium organum
Tertium organum es el segundo libro del escritor místico ruso Piotr Ouspenski, escrita con el objetivo de convertirse en la continuación del Organon de Aristóteles y del Novum organum de Francis Bacon. 

## Edición
Publicado originalmente en Rusia en 1912, fue traducido al inglés en 1920.

## Contenido
Escrito antes de su encuentro con Gurdjieff, se basa enteramente en sus propias experiencias antes de conocer la teosofía. Uspenski desarrolla en este libro el concepto de la cuarta dimensión como “amplia metáfora de la naturaleza esotérica de la realidad”. En esa época, Einstein y otros físicos habían validado el estudio de “otras dimensiones”, y Uspenski estaba fijamente interesado en ese tema. Sus esfuerzos para “experimentar estados superiores de conciencia” se centraron en probar que “el hombre moderno necesitaba un modelo totalmente nuevo de acceder al conocimiento; un modo cualitativamente diferente de los dos modos (clásico y positivista) que habían dominado la civilización occidental durante 2000 años”. El Tertium organum toma ideas de las enseñanzas de los místicos de Oriente y Occidente, así como del arte sagrado y de las modernas teorías científicas. Uspenski establecía que el mundo tridimensional sería el resultado del aparato físico limitado del hombre, siendo el mundo real de las tres dimensiones una proyección limitada de ese otro plano existencial de la cuarta dimensión donde el hombre tendría una conciencia.

## Extractos
La unidad básica de nuestra percepción es una sensación (…) Las sensaciones que experimentamos dejan en nuestra memoria cierta huella. Al acumularse, los recuerdos de las sensaciones empiezan a mezclarse, en nuestra conciencia, en grupos de acuerdo con su semejanza, para asociarse, juntarse o contrastarse. Las sensaciones, experimentadas habitualmente en estrecha conexión entre sí, surgirán en nuestra memoria preservando la misma conexión. Y gradualmente, de los recuerdos de las sensaciones se forman las representaciones. Las representaciones, por decirlo así, son recuerdos agrupados de sensaciones. En la formación de las sensaciones, el agrupamiento de las sensaciones sigue dos direcciones claramente definidas. La primera dirección es de acuerdo con el carácter de las sensaciones: así, las sensaciones de color amarillo se vincularán con otras sensaciones de color amarillo, las sensaciones de gusto ácido, con otras sensaciones de gusto ácido. La segunda dirección es de acuerdo con el tiempo de recibir la sensación (…) Una representación, como, por ejemplo, la representación de un árbol: este árbol. En este grupo entra el color verde de las hojas, su olor, su sombra, el sonido del viento en las ramas, etc. Todas estas cosas, consideradas juntas, forman, por así decirlo, el foco de los rayos emitidos por nuestra mente y enfocados gradualmente sobre el objeto externo, que puede coincidir bien o mal con éste. (…) Pero sabemos que el mundo no consiste en superficies, sabemos que vemos un mundo incorrectamente. Sabemos que nunca vemos al mundo como realmente es, no sólo en el sentido filosófico de esta expresión, sino incluso en el sentido geométrico más corriente. Nunca hemos visto un cubo, una esfera, etc., sólo hemos visto siempre superficies. Comprendiendo esto, corregimos mentalmente lo que vemos. Detrás de las superficies pensamos lo sólido. Pero nunca podremos representarnos un sólido; no podemos representar un cubo o una esfera no en perspectiva, sino desde todos los lados a la vez. Está claro que el mundo no existe en perspectiva; empero, somos incapaces de verlo de cualquier otro modo. Todo lo vemos sólo en perspectiva, o sea, al percibirlo, deformamos al mundo con nuestro ojo. Y sabemos que lo deformamos. Sabemos que no es como lo vemos. Y mentalmente corregimos de continuo lo que el ojo ve, sustituyendo el contenido real de aquellos símbolos de las cosas que nuestra vista nos muestra. (…) La tridimensionalidad del mundo no es su propia propiedad sino meramente la propiedad de nuestra percepción del mundo. Para expresarlo de modo diferente, la tridimensionalidad del mundo es la propiedad de su reflejo en nuestra conciencia.

## Influencia en el arte de vanguardia
La idea de una cuarta dimensión (temporal o espacial, pero invisible y perpendicular a las otras dimensiones) se hizo popular en las primeras décadas del siglo XX entre artistas: Marcel Duchamp, Kasimir Malevich, Piet Mondrian, Kandinsky y El Lissitzky se inspiraron en la existencia de una cuarta dimensión, explorando representaciones del tiempo, espacios multidimensionales, el significado del color y de la forma, tratando de alcanzar “dimensiones superiores” que no fueran alcanzables con “representaciones miméticas de la realidad”. El esoterismo irrumpió como una oleada en los estudios de los artistas a través de escritos como los de Uspenski. Esta literatura les confirma en la idea de que son de los "iniciados, arrancados de la ignorancia de la muchedumbre". Ellos esperan, gracias a esta gnosis, entrar en comunicación con las fuerzas cósmicas. La obra de Uspenski fue asimismo estudiada por artistas como René Magritte ("La realidad que observamos es pura ilusión y está estructurada sobre la base de nuestra limitada percepción"), Roberto Matta ("se sentía profundamente afectado por el autor ruso y su concepción del mundo de la visión como una cárcel y del artista como un clarividente que debe ver lo que otros no ven y debe poseer el don de hacer ver a otros lo que no ven por sí mismos") o Remedios Varo (el Tertium organum figuraba entre las obras de su biblioteca).